# 菩萨
菩薩具名菩提薩埵（bodhisattva，bodhisatta），意譯為道心眾生、覺有情、闓士、開士、高士、大士等。菩提是佛道，薩埵是眾生，是指正發心求入佛道的眾生或已入佛道的眾生。
菩提薩埵摩訶薩埵，簡稱菩薩摩訶薩或摩訶薩，上求菩提，下化眾生，故為菩薩，已斷煩惱結，已證得羅漢果位，並因大悲心發願，於生死輪迴自在、救度眾生能力者，稱為大菩薩。

## 初期佛教

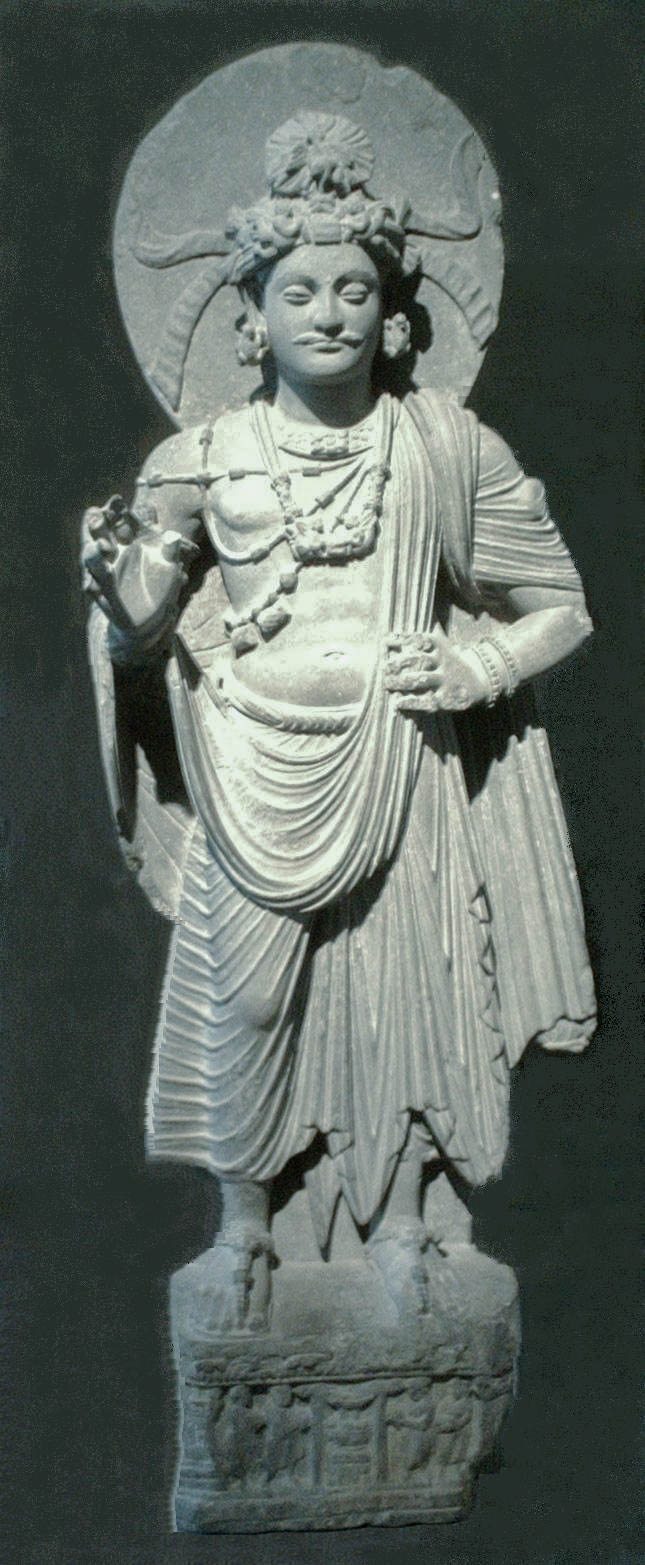
這尊中亞雕像刻畫了做菩薩時的悉達多·喬達摩（釋迦牟尼）

在初期佛教，菩薩一詞用來指釋迦牟尼的前生及其今世朝向解脫修行但尚未成道的時期。本生故事中，記載名為善慧（釋迦牟尼前世）的婆羅門仙人遇見燃燈佛。善慧對佛陀供養蓮花並發願菩提，得授記未來成佛，是為最古老的菩薩故事。
菩薩最後會投生到人間，在菩提樹下以人身自悟道果，通達四諦、緣起而涅槃成佛。

## 部派佛教

### 南傳上座部
《巴利三藏》《小部》及注釋中記載有關菩薩的修行內容，稱為「大菩提乘」（Mahābodhiyāna）。菩薩首先在佛陀面前發至上願（abhinīhāra），生大善心（mahākusala-citta），並得佛陀授記確信未來得成佛，從這一刻起獲得菩薩的稱號。
得佛陀授記後，菩薩生起的大善心，會促使他圓滿波羅密，最終成佛。按南傳上座部說法，菩薩得授記後至少會以「四阿僧祇與十萬大劫」的時間修習，以圓滿「布施、持戒、出離、智慧、精進、忍耐、真實、決意、慈、捨」這十種波羅密。
四阿僧祇與十萬大劫，為利根者的修習時間；中根者，為八阿僧祗又十萬大劫；鈍根者，要十六阿僧祗又十萬大劫方能成佛。
至最後一世在菩提樹下成佛前，菩薩尚未完全斷除煩惱，因此仍是未證果的異生凡夫。按南傳上座部的說法，菩薩修習的智慧波羅密只會到達十六觀智的行捨智前段。這是為了避免在成佛前證悟道果，因為一旦成為聖者就無法輪迴圓滿波羅密。

### 說一切有部
說一切有部論藏《發智論》說，得「相異熟業」名為菩薩。據《大毘婆沙論》的解釋，要「修習妙相業」（三十二相、得五勝捨五劣），人、天人都能識別出來是菩薩，才名菩薩。
說一切有部《毘婆沙》認為菩薩發心以來，經「三阿僧祇劫」修行四波羅密：「布施、持戒、精進、智慧」（健馱邏國諸師說六波羅密），又百大劫修相好（以精進故，釋迦超彌勒九劫為九十一劫），如《阿毘達磨大毘婆沙論》說：
「有佛名釋迦牟尼，出現於世。……時有陶師，名曰廣熾，……願我未來當得作佛。……發是願後，乃至逢事寶髻如來，是名初劫阿僧企耶滿。從此以後，乃至逢事然燈如來，是名第二劫阿僧企耶滿。復從此後，乃至逢事勝觀如來（即毘婆尸如來），是名第三劫阿僧企耶滿。此後復經九十一劫，修妙相業，至逢事迦葉波佛時，方得圓滿」。 
《說一切有部》認為到菩提樹下坐的菩薩，仍是異生，因菩薩過去生或是樹神、鳥獸，但聖者不生惡趣中。又，釋迦牟尼出家前，曾娶妻生子，出家後，從外道修行，在菩提樹下，曾起貪、恚、癡——三不善尋，因此菩薩尚未斷盡煩惱，不是聖者是異生，直到頓證無上菩提，才成為聖者佛陀。

### 大眾部
大眾部的案達羅派（Andhra）認為釋迦牟尼在過去世為優多羅時，聽迦葉佛（Kāśyapa）的教說，入「決定」（nyāma）成為聖者。案達羅派認為菩薩入惡趣，入母胎，從外道修行，非煩惱或惡業所驅使，而是聖者為饒益眾生、乘願力而行。菩薩也不會起欲想、恚想、害想，入最後身的菩薩已達聖位，只會憐憫、慈悲有情，拔濟眾生。 
說出世部所誦《大事》說六波羅密「布施、持戒、忍辱、精進、禪定、智慧」，並以四種菩薩行，統攝菩薩位階，即：自行（prakṛticaryā）、願行（praṇidhānacaryā）、順行（anulomacaryā）和不退行（anivartanacaryā）。

## 大乘佛教

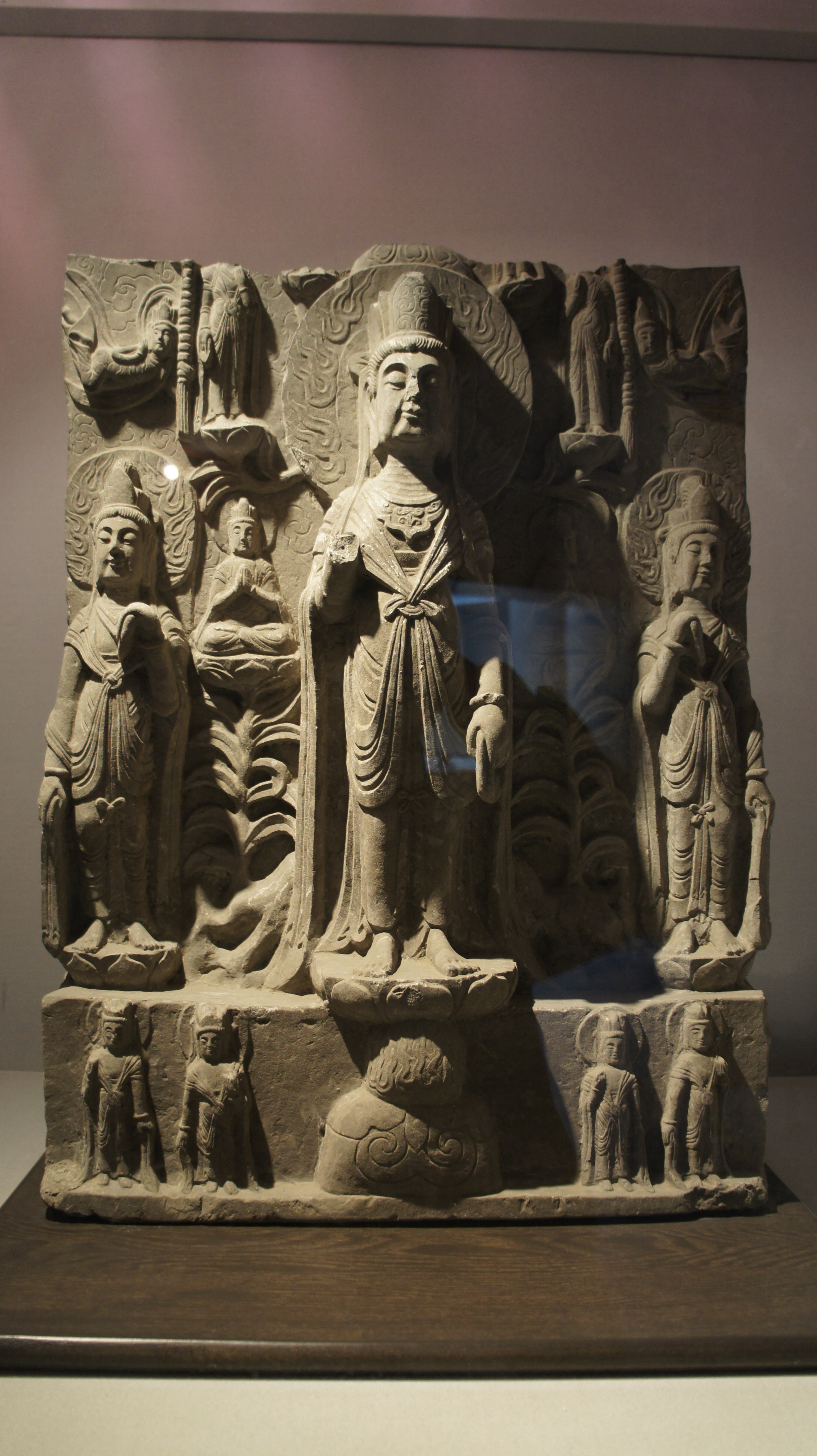
北齐时期的三菩萨石造像

以智上求無上菩提，以悲下化眾生，修諸波羅蜜行，立四弘誓願（大誓莊嚴，sannāha-sannaddha）、發菩提心（bodhi-citta），自利利他二行圓滿、勇猛求菩提者，即是「菩薩摩訶薩乘」，亦即大乘佛教。因此，菩薩道是大乘佛典的主要內容。
按《十住毘婆沙論》，若人發心，必能成就無上道，才叫菩薩。也有僅發心即稱菩薩，這是因為「離初發心則不成無上道」。但初發心僅是「假名菩薩」，往後漸漸修習轉為「真實菩薩」。據《大智度論》「受記為佛，上昇虛空，見十方佛」是為「大相」，此時名為菩薩。
照《大乘起信論》，一切菩薩經「三阿僧祇」時間修習成佛，不過隨眾生世界不同，所見所聞，根性別異，因此示現所行亦有差別。若按《十住毘婆沙論》等，菩薩成佛時間是依菩薩的根性利鈍和宿世因緣而定，或一、二、三、四，或十、百、千、萬、億，或超過億個阿僧祇大劫，方具足修行成就佛道。依華嚴宗見解，則頓教中一切時分皆不可說，一念妄心不生即是佛。圓教中一切時分悉皆不定，相即相入，不可定執。如毗目瞿沙仙人執善財手，時經多劫，處歷無邊，念劫圓融。
欲證佛菩提道必須修習六波羅蜜：「佈施、持戒、忍辱、精進、禪定、智慧」（或加「方便、願、力、智」為十波羅蜜）直至圓滿，方有資糧成就佛果。《成唯識論》中稱十勝行，即菩薩十地所行道法，「謂十地中，修十勝行，斷十重障，證十真如」，方能證得究竟轉依。
初地（歡喜地）以上的菩薩都是聖者，稱為「法身菩薩」（法性生身菩薩）、「法身大士」。聖者中的大菩薩以慈悲、本願及習氣感得法性生身，為度眾生和滿本願，還來世間。
大乘佛教認為佛有兩位等覺菩薩作為脅侍：
- 極樂世界阿彌陀佛：左觀世音菩薩，右大勢至菩薩（西方三聖）；
- 娑婆世界釋迦牟尼佛：左觀世音菩薩，右地藏菩薩（娑婆三聖）；
- 華藏世界毗盧遮那佛：左文殊菩薩，右普賢菩薩（華嚴三聖）；
- 琉璃世界藥師佛：左日光普照菩薩，右月光普照菩薩（東方三聖）。

大乘佛教称某些菩萨在远古已成佛，如观世音菩萨过去佛号正法明如来，他們以大慈悲心，为度众生示現菩薩形象，倒駕慈航重入世間教化救度。一些早已成佛，而示現菩薩身的“倒駕慈航”聖者，也稱之為摩訶薩。菩薩摩訶薩發心將所有眾生從苦難、輪迴之中解脫。

### 菩薩的類型
菩薩有三：
一果地菩薩。已經證得佛果，為了引度眾生，應化為菩薩身者；如觀世音、地藏、彌勒。
二因地菩薩。因地菩薩者，依修行而得菩薩果位者。
三願地菩薩。願地菩薩者，謂發願願行菩薩道者。

### 大乘佛教的菩薩

阿彌陀佛和二十五菩薩

- 彌勒菩薩
- 普賢菩薩
- 地藏王菩薩
- 金剛幢菩薩
- 金剛藏菩薩
- 金剛手菩薩
- 觀世音菩薩
- 大勢至菩薩
- 文殊菩薩
- 智幢菩薩
- 虛空藏菩薩
- 無盡意菩薩
- 除蓋障菩薩
- 藥王菩薩
- 藥上菩薩
- 日光遍照菩薩
- 月光遍照菩薩

### 菩薩階位

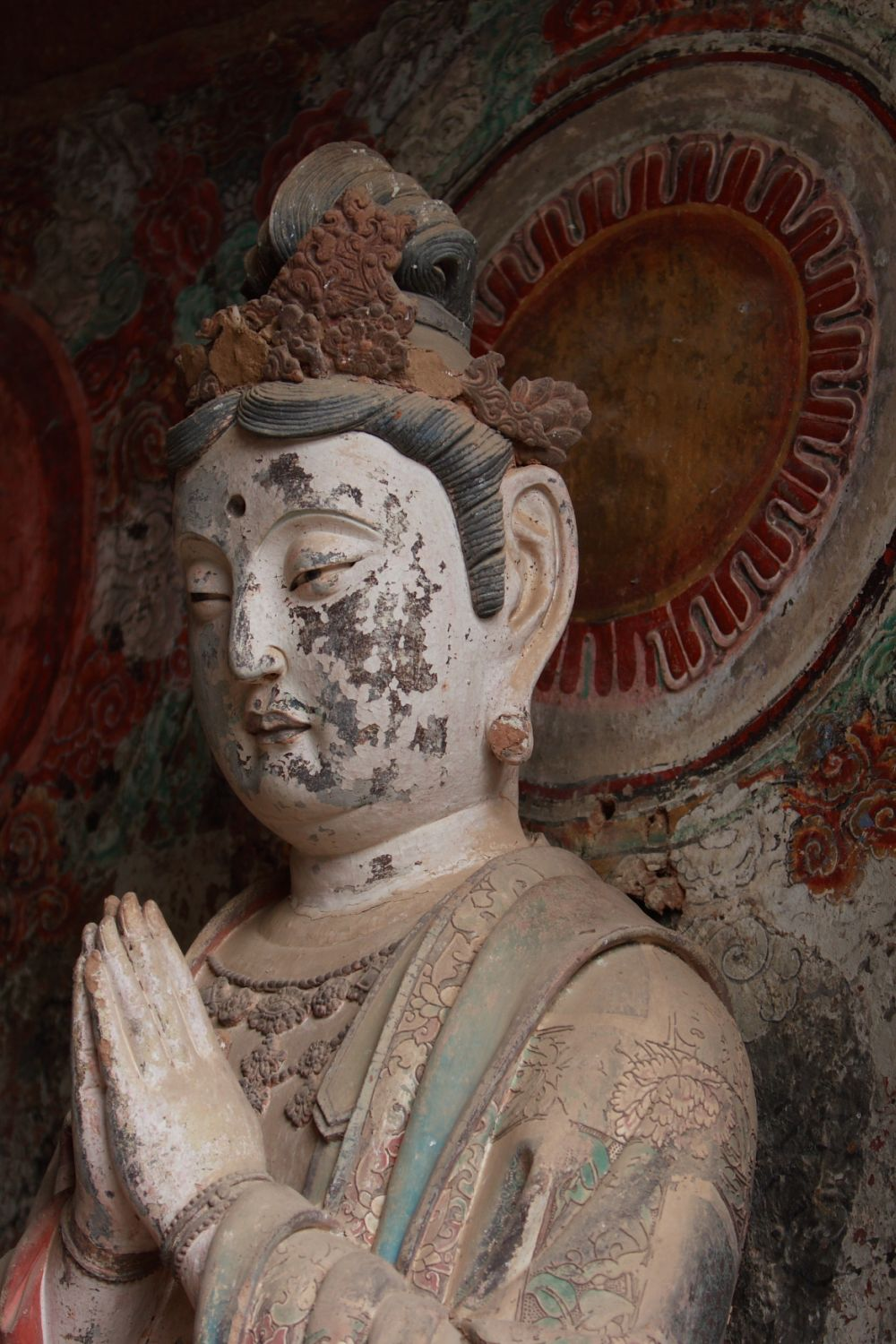
麦积山石窟的菩萨像

菩薩經五道「資糧位，加行位，通達位，修習位，究竟位」及十地，而圓滿十波羅蜜，在此過程中積聚福德（puṇya）與智慧（jñāna）二種資糧，逐步斷除煩惱障和所知障，最後斷盡最極微細之煩惱習氣而成佛。 
簡要來說，可分為《小品般若經》中所用的四階段：
1. 初發心 （初發意、新發意，初發菩提心）;
2. 久發心 （久修習，行六波羅蜜）;
3. 不退轉 （阿惟越致、阿鞞跋致，入無生法忍 ）;
4. 一生補處 （阿惟顏、一生所繫，最後有者）。

#### 菩薩十三住
按照《瑜伽師地論》，一切菩薩的菩薩住、菩薩行，共有十二種，加上如來的無上住，合計十三住。
- 菩薩種性住：指具足菩薩種性。
- 勝解行住：從初發心，至見道前的所有菩薩行。
- 極歡喜住：即十地的歡喜地，已見道。
- 增上戒住：對應十地的離垢地。
- 增上心住：對應十地的發光地。
- 「覺分相應」增上慧住：對應十地的焰慧地。
- 「諸諦相應」增上慧住：對應十地的難勝地。
- 「緣起流轉止息相應」增上慧住：對應十地的現前地。
- 有加行、有功用無間缺道運轉無相住：對應十地的遠行地。
- 無加行、無功用無間缺道運轉無相住：對應十地的不動地。
- 無礙解住：對應十地的善慧地。
- 最上成滿菩薩住：對應十地的法雲地。
- 如來住：即佛果究竟地。

#### 菩薩五十二階位
中國佛教認為（根据《菩薩瓔珞本業經》、《仁王護國經》、《大乘梵網經》），從初發心（初信位的菩薩）直到圓滿成佛，歷經三大阿僧祇劫，總共有五十二個階位，即菩薩五十二位：
- 十信位：信心、念心、精進心、慧心、定心、不退心、迴向心、護法心、戒心、願心
- 十住位：發心住、治地住、修行住、生貴住、具足方便住、正心住、不退住、童真住、法王子住、灌頂住
- 十行位：歡喜行、饒益行、無違逆行、無屈撓行、無癡亂行、善現行、無著行、難得行、善法行、真實行
- 十迴向位：教護眾生相迴向、不壞迴向、等一切諸佛迴向、至一切處迴向、無盡功德藏迴向、入一切善根迴向、等隨順一切眾生迴向、真如迴向、無縛無著解脱迴向、入法界無量迴向
- 十地：歡喜地、離垢地、發光地、焰慧地、難勝地、現前地、遠行地、不動地、善慧地、法雲地
- 等覺位
- 妙覺位

## 外部連結
- 林崇安：南北傳的菩薩道 （页面存档备份，存于）